# 예산 분기점
예산 분기점(Yesan Junction, 예산JC)은 충청남도 예산군 오가면 월곡리에 설치된 익산평택고속도로와 서산영덕고속도로가 만나는 분기점이다. 

## 역사
- 2019년 12월 6일 : 분기점 신설을 위해 예산군 도시계획시설 교통광장에 오가면 월곡리 일원을 예산 분기점으로 고시[1]
- 2024년 12월 10일 : 익산평택고속도로 부여구룡 ~ 안중 구간 개통과 함께 통행 개시[2]

## 구조물 정보
- 위치 : 충청남도 예산군 오가면 월곡리

## 접속하는 노선

### 익산・평택방면
- 익산평택고속도로

### 서산・영덕방면
- 서산영덕고속도로